# Præstøkredsen
Præstøkredsen var en opstillingskreds i Storstrøms Amtskreds fra 1971 til 2006. I 1920-1970 lå opstillingskredsen i Præstø Amtskreds. Kredsen var en valgkreds fra 1849 til 1919. Kredsen blev nedlagt i 2007. Området indgår nu i Sjællands Storkreds. 
Den 8. februar 2005 var der 34.800 stemmeberettigede vælgere i kredsen.
Kredsen rummede i 2005 flg. kommuner og valgsteder:
1. Fakse Kommune
  1. Fakse
  2. Hylleholt
  3. Karise
  4. Roholte
  5. Spjellerup Smerup
2. Fladså Kommune
  1. Everdrup
  2. Hammer – Vester Egesborg
  3. Næstelsø – Mogenstrup
  4. Snesere
3. Præstø Kommune
  1. Allerslev
  2. Bårse
  3. Jungshoved
  4. Præstø/Skibinge
4. Rønnede Kommune
  1. Dalby
  2. Rønnede
5. Stevns Kommune
  1. Hellested
  2. Højerup-Ll-Heddinge-Havnelev
  3. Lyderslev-Frøslev
  4. Magleby-Stevns
  5. Store-Heddinge

## Præstøkredsens folketingsmænd 1849-1918
Denne liste er ufuldstændig; hjælp gerne med at udfylde den.
- 1849-1852 N.F.S. Grundtvig, sognepræst
- 1852-1854 J. Petersen, gårdfæster
- 1854-1855 N.F.S. Grundtvig, sognepræst
- 1855-1861 Frederik Walther, overkontrollør
- 1861-1864 Fritz Brun, amtmand (Højre)
- 1864-1866 Niels Julius Jensen, sognepræst
- 1866-1872 Frederik Frølund, skoleinspektør (Det forenede Venstre)
- 1872-1892 Lars Pedersen, gårdfæster (Det forenede Venstre)
- 1892-1895 Alfred Hage, godsejer (Højre)